# Niedziela na wsi
Niedziela na wsi (ang. The Hollow) – powieść autorstwa Agathy Christie wydana w 1946. 

## Opis fabuły

### Zawiązanie akcji
Książka opowiada historię morderstwa znanego lekarza, Johna Christowa. Doznał on nie raz w życiu uczucia zakochania. Najpierw zakochał się w ekscentrycznej Veronice Cray. Oboje uświadomili sobie jednak, że do siebie nawzajem nie pasują; postanowili więc się rozstać. Wkrótce potem John poślubił prostą, szczerze go kochającą kobietę imieniem Gerda; para doczekała się dwójki dzieci. Decyzję Johna o tym małżeństwie spowodowała jednak tylko i wyłącznie chęć ustatkowania się; nigdy Gerdy nie kochał. Oprócz niej i, wcześniej, Veroniki w jego życiu wciąż była bliska, oddana mu przyjaciółka - artystka Henrietta Savernake.
Pewnego razu John wraz z żoną zostają zaproszeni przez zaprzyjaźnionych państwa Angkatellów na weekend do ich wiejskiej rezydencji o nazwie The Hollow. Zaproszenie otrzymują też inni przyjaciele gospodarzy - wśród nich Henrietta Savernake, a także znany detektyw, Hercules Poirot. Ten ostatni jest bardzo niechętnie nastawiony do faktu spędzenia weekendu w otoczeniu wiejskim, nie wypada mu jednak odmówić znajomym. Miary goryczy Poirota dopełnia fakt, że gdy przybywa na miejsce, zostaje popełnione morderstwo. Ofiarą zbrodni padł John Christow; został zastrzelony, ciało jego znaleziono niedzielnego poranka nad basenem. Nad nim, niczym w filmie grozy stoi oniemiała kobieta z pistoletem w ręku - jego żona, Gerda. Zdegustowany Poirot przekonany jest na początku, że to zaaranżowany przez gospodarzy niesmaczny żart; okazuje się jednak, iż Christow naprawdę nie żyje.
Wydawałoby się, że sprawa jest prosta - Gerda stała przecież nad zwłokami z bronią w ręku. Kobieta utrzymuje jednak, że nie zrobiła nic złego, a pistolet jedynie znalazła. Nikt nie jest w stanie jej uwierzyć, dopóki nie wychodzi na jaw niezwykły fakt - John Chrostow nie mógł zostać zastrzelony z tego właśnie pistoletu. Sytuacja komplikuje się, a wśród starych przyjaciół doktora można znaleźć wielu podejrzanych. Zbrodnię mogła popełnić Henrietta, której imię wypowiedział zmarły ostatnim tchem lub pierwsza miłość Johna - Veronica Cray, która, jak się okazuje, przypadkiem zajmuje pobliską rezydencję. Mogła też zrobić to niezrównoważona psychicznie gospodyni The Hollow - Lucy Angkatell lub adorator Henrietty - Edward Angkatell, dla którego artystka nigdy nie zgodziłaby się zrezygnować z bezsensownej miłości do Johna. Mógł to wreszcie zrobić krewny Angkatellów, David - młodzieniec z komunistycznymi zapędami, chorobliwie nienawidzący bogaczy. Zresztą w domu przebywa jeszcze więcej gości. Hercules Poirot jest w kropce. Podejrzanych jest zbyt wielu, a na dodatek wszyscy zdają się ze sobą w tajemniczy sposób współpracować, jakby chcąc ochronić mordercę...

### Rozwiązanie
Jak to często bywa w powieściach Agathy Christie, mordercą jest osoba, którą podejrzewało się od samego początku. Gerda Christow miała dość życia u boku mężczyzny, który, o czym wiedziała, tylko z litości trwał w związku z nią. Okazało się, że posiadała dwa pistolety. Z jednego (który następnie wyrzuciła) zastrzeliła męża, z drugim zaś stanęła w teatralnej pozie nad zwłokami. Odkrycie przez obecnych faktu, że Johna nie zastrzelono z pistoletu, który trzymała, miało odwrócić od niej wszystkie podejrzenia. W zacieraniu śladów pomogła Gerdzie Henrietta. Zdała ona sobie sprawę, że wypowiedzenie przez Johna w ostatniej chwili życia jej imienia było tak naprawdę wezwaniem o pomoc, o ostatnią przysługę wiernej przyjaciółki. Miała ochronić Gerdę - John nie chciał, by żonę jego powieszono za morderstwo, do którego popełnienia sam sprowokował ją swoim zachowaniem.
Henrietta Savernake, mimo rozpaczy po utracie ukochanego, przystępuje do spełnienia jego ostatniej prośby. Wyciąga od Gerdy wyznanie winy, po czym umiejętnie zajmuje się zacieraniem śladów i sprowadzaniem Herculesa Poirota na fałszywy trop. Nieoczekiwanie Gerda postanawia, że nie dopuści, by jej tajemnicę znał ktokolwiek; próbuje otruć Henriettę, podając jej nasączoną trucizną herbatę. Wówczas do akcji wkracza Poirot, który już wtedy domyślił się wszystkiego - w ostatniej chwili podmienia filiżanki i to Gerda sięga po zatrutą herbatę.

## Adaptacje
Niedziela na wsi - film (2004) z Davidem Suchetem w roli Poirota